# Xorr
Xorr è un pianeta senziente che vive nell'Universo Marvel.

## Storia
Il personaggio, creato da Gerry Conway e Sal Buscema, ha debuttato su Thor 214 (agosto 1973).
Sei milioni di anni fa una razza umanoide ricoprì il proprio pianeta con uno scudo di forza a energia nucleare che l'avrebbe protetto quando il suo sole sarebbe diventato una Nova. Il pianeta vagava per lo spazio quando l'esplosione avvenne, si contrasse a una frazione della sua forma originale. Gli scudi di energia fornirono al pianeta una forma cristallina, mentre la forza vitale della popolazione umanoide fu assorbita dal pianeta stesso, che divenne senziente. Il corpo celeste decise di chiamarsi Xorr, il Dio Gioiello, e scoprì di essere in grado di assorbire maggiore energia tramite la distruzione di altri mondi. Xorr iniziò a pianificare la conquista dell'Universo, ma fu presto distrutto da una Nova e ridotto in detriti, che furono raccolti dalla razza aliena dei Gramosiani.
Xorr sosteneva che la razza di umanoidi che l'abitava era responsabile della creazione di tutte le altre razze umanoidi dell'Universo, incluse quella umana, quelle degli Skrull e dei Kree. I suoi abitanti pare non avessero collegamenti con i Celestiali, razza che ha influenzato l'evoluzione di umani e Skrull e non ci sono dunque prove a sostegno delle sue tesi.